# Piła Główna

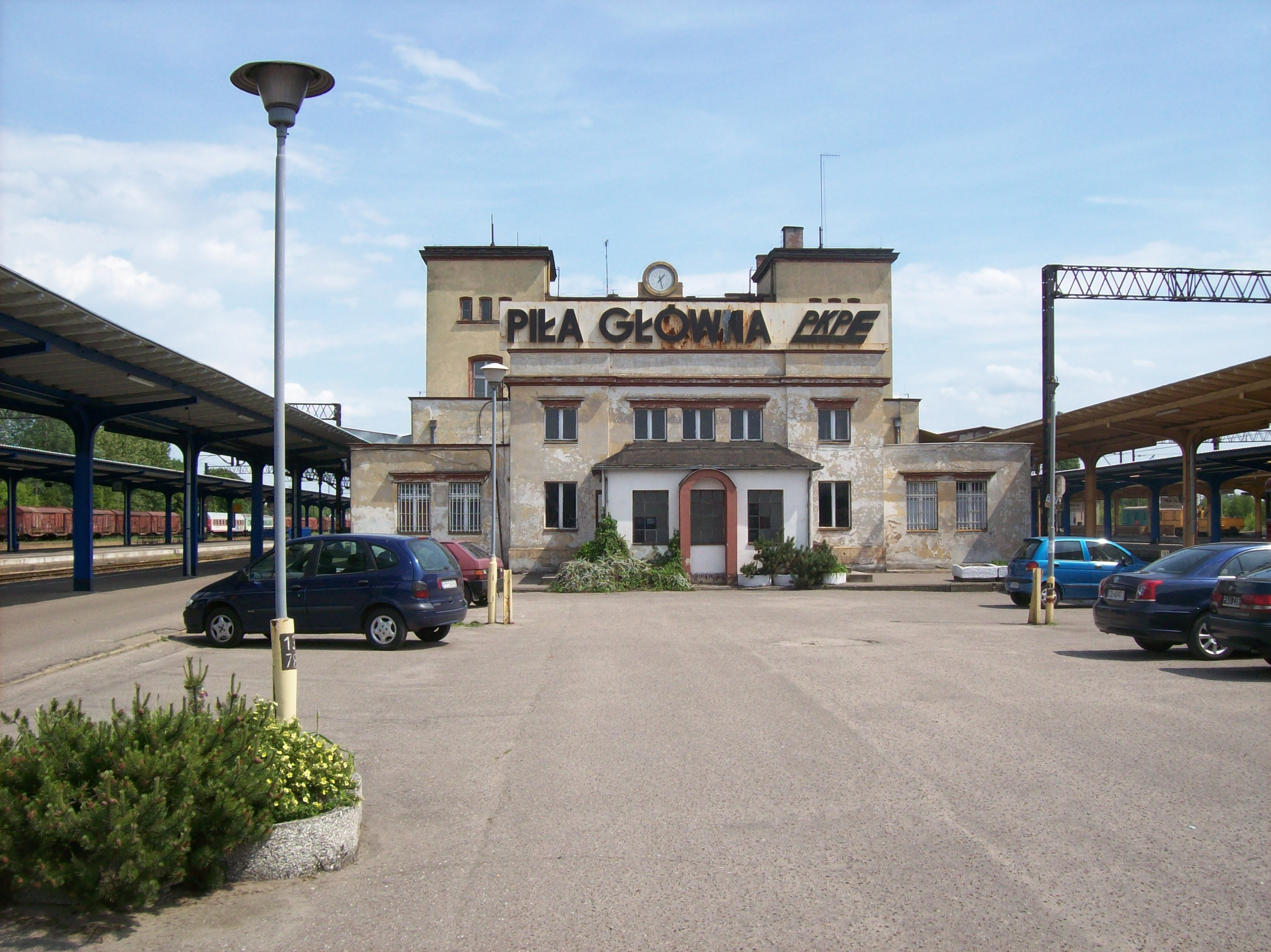
Widok na perony i budynek dworca przed remontem

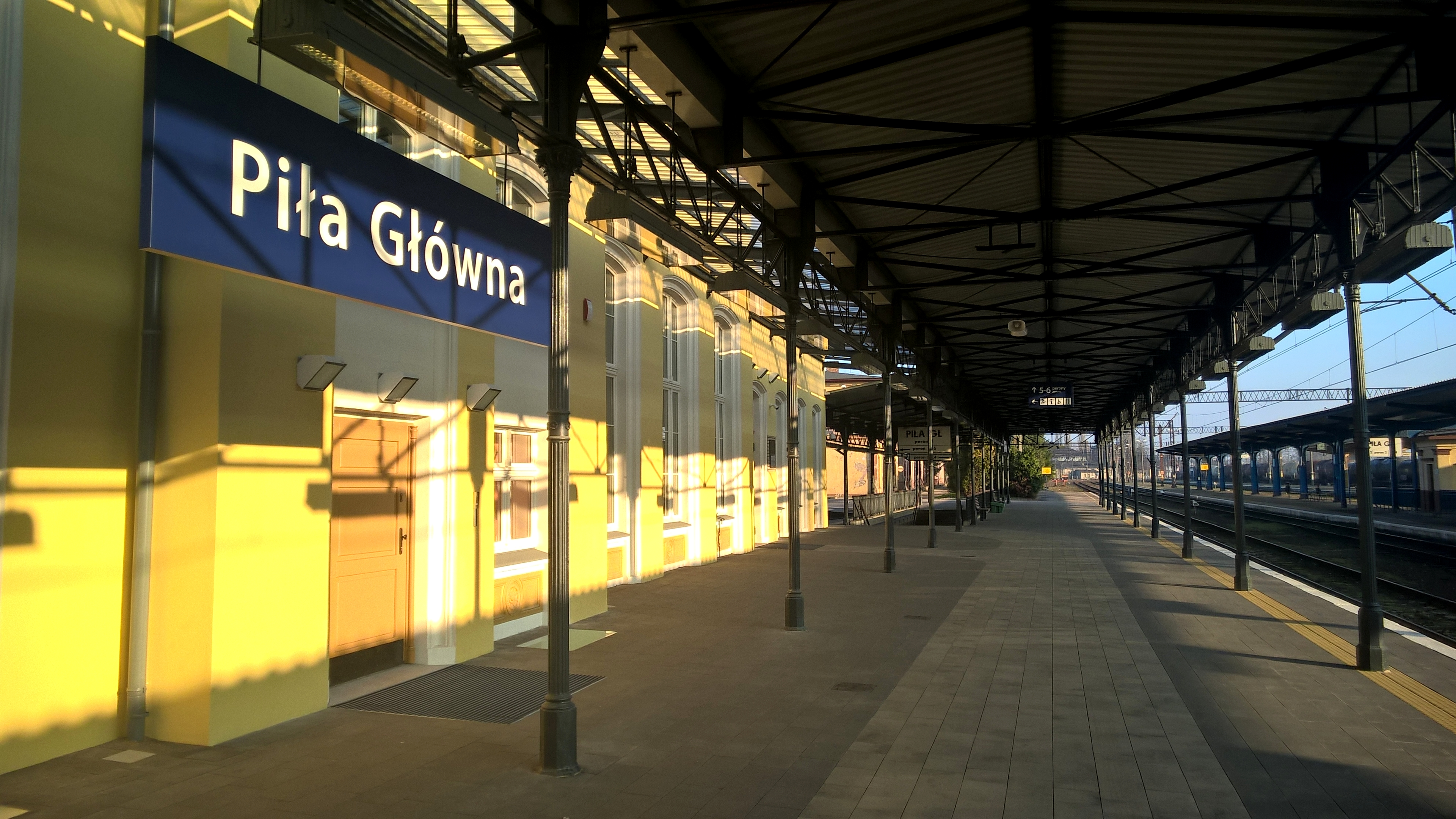
Peron 1 po modernizacji

Piła Główna – pasażerska i towarowa stacja kolejowa w Pile, jedna z największych na terenie województwa wielkopolskiego. Jest to stacja węzłowa; krzyżuje się tu pięć linii kolejowych (18, 203, 354, 374, 405). Dodatkowo, tor łączący nr 999 zapewnia dodatkowy wjazd na stację od strony północnej i połączenie z linią 403 w kierunku Wałcza.

## Krótki opis
Obiekty służące do odprawy podróżnych znajdują się we wschodniej części stacji i są rozplanowane wyspowo – dworzec znajduje się na poszerzonym peronie 1/5 i jest połączony z pozostałymi peronami oraz z centrum miasta systemem przejść podziemnych. Dalej na wschód znajdują się zabudowania byłej lokomotywowni. Zachodnia część stacji przeznaczona jest do obsługi ruchu towarowego; można tam także znaleźć zabudowania zlikwidowanych w początkach lat 90. XX wieku Zakładów Naprawczych Taboru Kolejowego.
Według klasyfikacji PKP ma kategorię dworca regionalnego. Zatrzymują się tu wszystkie pociągi pasażerskie.

## Ruch pasażerski
| Rok  | Wymiana roczna | Wymiana pasażerska na dobę | Miejsce w Polsce |
| ---- | -------------- | -------------------------- | ---------------- |
| 2017 | 1 200 000      | 3300                       | 72               |
| 2018 | 1 170 000      | 3200                       |                  |
| 2019 | 1 390 000      | 3800                       | 77               |
| 2020 | 952 000        | 2600                       | 62               |
| 2021 | 1 170 000      | 3200                       | 65               |
| 2022 |                | 4700                       |                  |

## Położenie i infrastruktura
Stacja położona jest w południowej części centrum Piły, przy ulicy Zygmunta Starego 1. Stacja pasażerska posiada sześć peronów i dziesięć krawędzi peronowych. Tory stacyjne zostały zelektryfikowane w latach 1989–1990. Wszystkie semafory zostały wymienione na świetlne. Nad torami w 1975 przerzucono wiadukt o długości 230 m łączący północną i południową część miasta.
Między stacją pasażerską a Gwdą znajdują się zabudowania nieczynnej lokomotywowni z unikatowym, zabytkowym budynkiem parowozowni. Obecnie na jej terenie działa firma „Interlok”, zajmująca się renowacją zabytkowych parowozów. Samym budynkiem zajmuje się stowarzyszenie Parowozownia Pilska OKRĄGLAK. W 2015 wojewódzki konserwator zabytków nakazał przeprowadzenie przy obiekcie prac zabezpieczających.
Stacja towarowa i sąsiadujące z nią budynki zlikwidowanych już budynków Zakładów Naprawczych Taboru Kolejowego położone są na zachód od stacji pasażerskiej, między ulicami Warsztatową i Zatorską. Dalej na zachód, nad linią kolejową nr 203, został przerzucony wiadukt linii nr 405, ale dzięki torowi łączącemu nr 999, prowadzącemu do posterunku odgałęźnego Piła Północ, pociągi jadące w stronę Pomorza Zachodniego mogą w nagłych wypadkach go ominąć.

## Historia
Pierwsze połączenie kolejowe ze strony Krzyża Wielkopolskiego i Berlina, przedłużone w kierunku Bydgoszczy, otrzymała Piła 27 lipca 1851. Dwa lata później rozpoczęła się budowa dworca kolejowego, oddanego do użytku w roku 1876, a później jeszcze wielokrotnie przebudowywanego. Kolejne połączenia otwierano: w styczniu 1871 do Złotowa, w maju 1879 do Poznania i Szczecinka, w listopadzie 1881 do Wałcza. 1 października 1907 roku otwarto Królewski Warsztat Lokomotywowy (Königliche Lokomitivwerkstatt), późniejsze ZNTK. W ciągu trzydziestu lat Piła stała się istotnym węzłem kolejowym; w 1913 roku odprawiono tu 575 tysięcy pasażerów. W okresie międzywojennym miasto zostało w granicach Niemiec; nie uruchomiono połączeń międzynarodowych w kierunku Poznania i rozebrano fragment torów między obecnym przystankiem osobowym Piła Kalina a stacją Dziembówko. Odcinek został odtworzony po II wojnie światowej, gdy Piła przeszła pod administrację polską.
19 maja 1988 roku na terenie stacji miała miejsce katastrofa kolejowa transportu wojskowego, w wyniku której zginęło 10 żołnierzy, a 28 zostało rannych.
W latach 1989–1990 tory stacyjne zostały zelektryfikowane. W roku 1993 zlikwidowano Zakłady Naprawcze Taboru Kolejowego, a 25 maja 1994 stację rozrządową. 1 września 2012 roku, po dwunastoletniej przerwie, wznowione zostały przewozy pasażerskie na trasie Piła Główna – Szczecin Główny przez Wałcz, Kalisz Pomorski i Stargard.
W lipcu 2010 roku dworzec oraz parowozownia zostały wpisane na listę zabytków.
16 maja 2014 przedsiębiorstwo SKB rozpoczęło remont dworca na zlecenie PKP. Remont objął m.in. wymianę posadzek i tynków, malowanie, montaż nowych instalacji, wymianę pokrycia dachu wraz z konstrukcją oraz wykonanie nowych stropów. Dworzec został dostosowany do potrzeb osób niepełnosprawnych. Zmienił się również teren wokół dworca, zamontowano małą architekturę – kosze i ławki – oraz stworzono parking dla samochodów na 70 miejsc. 26 października 2015 dworzec został ponownie otwarty.